# Riceova univerzita
Riceova univerzita (anglicky: Rice University), plným názvem Univerzita Williama Marshe Rice (anglicky: William Marsh Rice University), je americká soukromá výzkumná univerzita sídlící v Houstonu v Texasu. Založena byla roku 1912 jako Riceův ústav (Rice Institute), z peněz, které na vzdělávací účely odkázal v roce 1900 zavražděný podnikatel William Marsh Rice. Je rozčleněna na osm fakult (schools). Mezi absolventy jsou dva nositelé Nobelovy ceny (Robert Curl, Robert Woodrow Wilson), jeden laureát Abelovy ceny (Dennis Sullivan), nebo například spisovatelka Joyce Carol Oatesová. Velmi úzká a tradiční je spolupráce s americkou kosmickou agenturou NASA sídlící ve stejném městě. K absolventům tak patří řada astronautů a inženýrů v oblasti kosmické techniky. Nikoli náhodou právě na stadionu Riceovy univerzity pronesl americký prezident John F. Kennedy roku 1962 známý projev, v němž ohlásil cíl přistání na Měsíci ("We choose to go to the Moon"). V roce 2021 měla škola 8212 studentů, z toho 3972 postgraduálních, z čehož je jasně patrný výzkumný charakter univerzity. Barvami školy jsou modrá a šedá. Podle žebříčku QS World University Rankings 2024 je Riceova univerzita 145. nejkvalitnější vysokou školou na světě. V letech 2017-2023 se držela v první stovce.